# Elon Musk vs. Mark Zuckerberg
Elon Musk vs. Mark Zuckerberg é uma luta proposta entre os magnatas dos negócios Elon Musk e Mark Zuckerberg. Se a luta ocorrer, a expectativa é que seja no UFC Apex, em Enterprise, Nevada.
A partir de 2014, Musk e Zuckerberg tiveram uma rivalidade. Durante a pandemia de COVID-19, Zuckerberg começou a treinar artes marciais mistas e jiu-jitsu brasileiro e completou seu primeiro torneio em maio de 2023. Musk começou a brigar com Zuckerberg depois que surgiram relatos de que o Instagram estava trabalhando em um concorrente do Twitter; ele adquiriu o Twitter em outubro de 2022. Musk desafiou Zuckerberg para uma luta em uma jaula com a qual ele concordou. De acordo com o presidente do Ultimate Fighting Championship (UFC), Dana White, os dois homens estão "muito sérios" sobre a luta. Musk e Zuckerberg receberam ofertas de boxeadores para treiná-los.
A luta foi vista sob o pano de fundo de uma mudança na imagem de Zuckerberg, principalmente após o escândalo de dados do Facebook-Cambridge Analytica. Lutadores do UFC, comentaristas de esportes de luta e apostas esportivas favoreceram Zuckerberg por sua agilidade e resistência. Foi lançado um jogo de navegador gratuito criado pelo designer Jason Kapalka, no qual os jogadores jogam como Musk ou Zuckerberg e lutam contra o outro.

## Contexto

### Rivalidade entre Musk e Zuckerberg
Em 2014, o magnata dos negócios e cofundador do Facebook, Mark Zuckerberg, convidou Elon Musk para sua casa na tentativa de convencê-lo de que ele era muito alarmista quanto à segurança da inteligência artificial. Musk recusou e afirmou que o Instagram "deixa as pessoas deprimidas" e o Facebook "me dá arrepios"; ambos são de propriedade da Meta Platforms, de Zuckerberg. Em 2016, a SpaceX foi contratada em nome do Facebook para fornecer acesso à Internet a partes da África subsaariana usando o satélite AMOS-6. O foguete explodiu, aumentando as tensões entre Musk e Zuckerberg. Durante uma transmissão ao vivo no Facebook em 2017, Musk chamou a compreensão de Zuckerberg sobre IA de "bastante limitada". Durante o escândalo de dados Facebook-Cambridge Analytica, Musk deletou as páginas do Facebook da SpaceX e da Tesla. Os dois disputaram o terceiro lugar no Bloomberg Billionaires Index até que uma alta nas ações da Tesla, Inc. ajudou Musk a ultrapassar Zuckerberg em agosto de 2020. Em março de 2022, semanas após a invasão russa da Ucrânia, Musk desafiou o presidente russo Vladimir Putin para uma luta tendo a Ucrânia como prêmio. Os comentários de Musk geraram zombaria do então diretor da Roscosmos, Dmitry Rogozin, e do chefe da Chechênia, Ramzan Kadyrov.
Em maio de 2023, Zuckerberg completou seu primeiro torneio de jiu-jitsu brasileiro; ele supostamente ganhou vários torneios de jiu-jitsu. Naquele mês, ele afirmou ter completado o Murph Challenge em 40 minutos. Em meio a relatos do The Verge de que os funcionários da Meta Platforms viram uma foto do próximo concorrente do Instagram no Twitter, codinome "Project 92", A reportagem do The Verge 'depois que Casey Newton,' Platformer, relatou que a Meta Platforms estava trabalhando em um texto-aplicativo de mídia social baseado em março. Musk - que adquiriu o Twitter em outubro de 2022 - provocou repetidamente Zuckerberg com comentários como: "Zuck [sic] meu 👅", apesar de Zuckerberg ter dito ao podcaster Lex Fridman que "sempre pensou que o Twitter deveria ter um bilhão de pessoas usando"; "dirigir com sanidade" durante uma reunião interna geral, invocando a maneira como Musk lida com o Twitter .

### Chamada inicial
|           | Elon Musk |
| @elonmusk |           |

            Pronto para uma luta no cage lol

20 de junho de 2023

Respondendo a um usuário do Twitter informando-o de que Zuckerberg "faz ju jitsu  [sic] agora" em resposta a outro usuário escrevendo que o concorrente do Instagram no Twitter será chamado de Threads, Musk disse que estava "pronto para uma luta na jaula, se estiver". Em resposta, Zuckerberg capturou uma captura de tela aconselhando Musk a começar a treinar e disse "envie-me a localização", em aparente referência ao artista marcial misto russo Khabib Nurmagomedov, que desafiou Conor McGregor usando as mesmas palavras. Depois que o The Verge publicou sua história sobre o encontro, Musk disse, "Vegas Octagon", referindo-se às instalações de eventos UFC Apex em Enterprise, Nevada. O presidente do Ultimate Fighting Championship (UFC), Dana White, disse que os dois homens estão "muito sérios" sobre a luta. White disse que a luta seria maior do que Floyd Mayweather Jr. vs. Conor McGregor em 2017. Musk endossou o podcaster Joe Rogan como árbitro. A personalidade da mídia social e boxeador profissional Jake Paul se ofereceu para promover a luta; Paul está atualmente em uma rivalidade com White. O lutador de artes marciais mistas aposentado Chael Sonnen disse ao The MMA Hour que Zuckerberg discutiu a luta contra Musk no UFC 300, uma afirmação que ele nega.

### Treinamento
O ex-kickboxer meio-pesado profissional e personalidade da mídia social Andrew Tate se ofereceu para treinar Musk em aparente retaliação pela Meta Platforms banindo-o do Facebook e Instagram por espalhar desinformação sobre a vacina da COVID-19; Tate está atualmente em prisão domiciliar após ser acusado de tráfico humano. O atual campeão peso-pesado do UFC, Jon Jones, se ofereceu para treinar Zuckerberg, enquanto o Hall da Fama do UFC, Royce Gracie, disse que treinaria Musk, imaginando-se na frente de três Teslas. Musk afirmou que não malha e disse a Rogan que "não faria nenhum exercício se pudesse", embora tenha dito que começaria a treinar se a partida tomasse forma.  Em 27 de junho, Fridman - um praticante de jiu jitsu brasileiro - teve uma sessão de treinamento com Musk. Musk também aceitou a oferta do ex-lutador de artes marciais mistas Georges St-Pierre para treinar com ele.

## Detalhes da luta
Musk disse que usará seu peso a seu favor, alegando executar "The Walrus", no qual ele simplesmente se deitará em cima de Zuckerberg.

## Recepção

### Análise pré-luta
Vox disse que a luta pode ser brutal, comparando-a com a luta entre Welcome Back, estrela de Kotter Ron Palillo e estrela de Saved by the Bell Dustin Diamond no Celebrity Boxing, na qual Diamond derrotou Palillo e o deixou com um olho roxo. A Vox também comparou a imagem pública de Zuckerberg com a de Musk, observando que Musk tem uma parcela maior de fanáticos. Da mesma forma, o The Washington Post entendeu a luta no contexto da crescente mudança de Zuckerberg para parecer acessível e ousado, apelidando-a de "Elonização". Nicolas Camut' Politico, disse que arbitrar a partida pode ser um trabalho para o comissário europeu para o mercado interno, Thierry Breton, que se reuniu com Zuckerberg e Musk e quer ser conhecido como "The Enforcer".
O ex-lutador do UFC e praticante de jiu-jitsu brasileiro Matt Serra fez sua aposta proverbial em Zuckerberg com base em sua agilidade. O jornalista de esportes de luta Nick Peet disse ao The World at One, da BBC Radio 4, que a idade, altura e treinamento de Zuckerberg lhe dão uma vantagem. O governador do Texas, Greg Abbott, chamou a luta de "a maior da história do UFC". Maye Musk, a mãe de Musk, o instou a lutar "apenas com palavras". As chances projetadas da empresa de apostas esportivas DraftKings eram a favor de Zuckerberg. Da mesma forma, a casa de apostas offshore BetOnline colocou Musk como um azarão. A Total Shape disse que, embora o tipo de corpo endomórfico de Musk seja vantajoso, a agilidade e a resistência de Zuckerberg acabariam por lhe dar vantagem. Um porta-voz da Paddy Power disse que "ambos colocarão algum juízo um no outro".

## Na cultura popular
Zuck vs Musk é um jogo de navegador gratuito criado pelo designer Bejeweled (2000) e Plants vs Zombies. O designer de Zombies (2009) Jason Kapalka. O jogo é uma versão modificada do WrestleBros (2023). No jogo, os jogadores controlam Musk ou Zuckerberg e devem lutar contra o outro em uma luta em uma jaula.